# Catedral de San Martín (Lucca)
La catedral de San Martín (del italiano: Duomo di San Martino) es un templo católico de la ciudad italiana de Lucca, sede arzobispal. La catedral está dedicada a san Martín de Tours, se halla frente a la Plaza San Martín. Pertenece a la arquidiócesis de Lucca.
Según la tradición, el primer templo fue edificado por San Frediano, santo originario de Luca muerto en 588. El obispo Anselmo (más tarde elegido papa y conocido como Alejandro II) mandó construir la catedral en 1063, quien la consagró en presencia de la condesa Matilde de Canossa.
A finales del siglo XII se inició la tercera y definitiva reconstrucción de la iglesia, con la realización de la fachada, alternándose las obras hasta su finalización en 1637. La iglesia adquirió su forma actual con el arquitecto Antonio Pardini. El templo posee un rico interior con numerosas obras de arte como un relieve con la Deposizione de Nicola Pisano, del siglo XIII, el monumento fúnebre Da Noceto e Bertini realizado por Matteo Civitali del siglo XV, la Madonna con Bambino e Santi de Domenico Ghirlandaio, también del siglo XV, la Última Cena de Tintoretto, y el Monumento funerario de Ilaria del Carretto obra maestra de Jacopo della Quercia. Sin embargo, el objeto más importante de la catedral es el antiguo crucifijo de la Santa Faz (Volto Santo o Santa Croce en italiano).